# Patrice Bailly-Salins
Patrice Bailly-Salins (Morez, 21 giugno 1964) è un allenatore di biathlon ed ex biatleta francese, vincitore di una Coppa del Mondo e di varie medaglie olimpiche e iridate.

## Biografia

### Carriera sciistica
In Coppa del Mondo ottenne il primo risultato di rilievo il 15 dicembre 1988 ad Albertville Les Saisies (45°) e la prima vittoria, nonché primo podio, il 17 dicembre 1992 a Pokljuka. Nel 1994 si aggiudicò la coppa di cristallo.
In carriera prese parte a tre edizioni dei Giochi olimpici invernali, Albertville 1992 (30° nella sprint, 22° nell'individuale),  Lillehammer 1994 (11° nella sprint, 13° nell'individuale, 3° nella staffetta) e  Nagano 1998 (7° nella staffetta), e a quattro dei Campionati mondiali, vincendo due medaglie.

### Carriera da allenatore
Dopo il ritiro è divenuto allenatore di biathlon nei quadri della nazionale francese.

## Palmarès

### Olimpiadi
- 1 medaglia:
  - 1 bronzo (staffetta[2] a Lillehammer 1994)

### Mondiali
- 2 medaglie:
  - 1 oro (sprint[2] ad Anterselva 1995)
  - 1 argento (staffetta[2] ad Anterselva 1995)

### Coppa del Mondo
- Vincitore della Coppa del Mondo nel 1994
- 9 podi (tutti individuali[1]), oltre a quelli ottenuti in sede olimpica e iridata e validi anche ai fini della Coppa del Mondo:
  - 5 vittorie
  - 3 secondi posti
  - 1 terzi posti

#### Coppa del Mondo - vittorie
| Data             | Località    | Nazione  | Spec. |
| ---------------- | ----------- | -------- | ----- |
| 17 dicembre 1992 | Pokljuka    | Slovenia | IN    |
| 11 dicembre 1993 | Bad Gastein | Austria  | SP    |
| 16 dicembre 1993 | Pokljuka    | Slovenia | IN    |
| 13 gennaio 1994  | Ruhpolding  | Germania | IN    |
| 26 gennaio 1995  | Ruhpolding  | Germania | IN    |

Legenda:

IN = individuale

SP = sprint